# ウラジーミル・イワノフ (オートバイレーサー)
ウラジーミル・アナトーリエヴィチ・イワノフ（Владимир Анатольевич Иванов — 、1983年1月25日 - ）は、ソ連・レニングラード生まれ・ロシア/ウクライナ国籍のオートバイレーサー。

## 経歴
8歳からレーシングカートでのレースを始め、16歳のとき2輪レースに転向。2003年・2004年にはヤマハ・YZF-R6を駆り、2年連続でロシアスーパースポーツ選手権のチャンピオンとなった。
2005年、イワノフはドイツロードレース選手権(IDM)のスーパースポーツクラスに参戦を開始、シリーズランキング12位を記録した。2006年にはスーパースポーツ世界選手権(WSS)にフル参戦したが、ノーポイントに終わった。2007年はWSSとIDMスーパースポーツに並行参戦し、IDMでは3勝を挙げてシリーズ8位を記録したが、WSSではまたもノーポイントに終わった。
2008年はIDMスーパースポーツのみに参戦、5勝を挙げ、アルネ・トーデに次ぐシリーズ2位となった。2009年はイタリアロードレース選手権(CIV)スーパースポーツクラスに参戦し、シリーズ12位を記録した。
2010年はロードレース世界選手権で新たに始まったMoto2クラスに、グレシーニ・レーシングからトニ・エリアスのチームメイトとしてデビュー、GP史上初のウクライナ人ライダーとなった。準地元と言える第8戦ドイツGPで14位に入ったのが唯一のポイント獲得となり、年間ランキングは37位に終わった。
2011年はスーパースポーツ世界選手権に戻り、ステップ・レーシングチームでジノ・リアのチームメイトとしてホンダ・CBR600RRを駆ることとなった。

## ロードレース世界選手権 戦績
| シーズン | クラス | バイク   | 出走 | 優勝 | 表彰台 | PP | FL | ポイント | シリーズ順位 |
| -------- | ------ | -------- | ---- | ---- | ------ | -- | -- | -------- | ------------ |
| 2010年   | Moto2  | モリワキ | 15   | 0    | 0      | 0  | 0  | 2        | 37位         |
| 合計     |        |          | 15   | 0    | 0      | 0  | 0  | 2        |              |